# Racing Club de Strasbourg Alsace 2023-2024
Questa voce raccoglie le informazioni riguardanti il Racing Club de Strasbourg Alsace nelle competizioni ufficiali della stagione 2023-2024.

## Maglie e sponsor
| Manica sinistra · Manica sinistra · Maglietta · Maglietta · Manica destra · Manica destra · Pantaloncini · Pantaloncini · Calzettoni · Calzettoni | Manica sinistra · Manica sinistra · Maglietta · Maglietta · Manica destra · Manica destra · Pantaloncini · Pantaloncini · Calzettoni · Calzettoni | Manica sinistra · Manica sinistra · Maglietta · Maglietta · Manica destra · Manica destra · Pantaloncini · Pantaloncini · Calzettoni · Calzettoni |

## Rosa
Aggiornata al 1º febbraio 2024 

In corsivo i calciatori ceduti durante la stagione
| N. |                                 | Ruolo | Calciatore             |
| -- | ------------------------------- | ----- | ---------------------- |
| 1  | Belgio (bandiera)               | P     | Matz Sels              |
| 2  | Francia (bandiera)              | D     | Frédéric Guilbert      |
| 3  | Francia (bandiera)              | D     | Thomas Delaine         |
| 4  | Polonia (bandiera)              | D     | Karol Fila             |
| 5  | Francia (bandiera)              | D     | Lucas Perrin           |
| 6  | Costa d'Avorio (bandiera)       | C     | Jean-Eudes Aholou      |
| 7  | Francia (bandiera)              | C     | Jessy Deminguet        |
| 8  | Brasile (bandiera)              | C     | Andrey Santos          |
| 9  | Francia (bandiera)              | A     | Kévin Gameiro          |
| 10 | Paesi Bassi (bandiera)          | A     | Emanuel Emegha         |
| 11 | Costa d'Avorio (bandiera)       | A     | Moïse Sahi Dion        |
| 12 | Sudafrica (bandiera)            | A     | Lebo Mothiba           |
| 13 | Guinea (bandiera)               | D     | Saïdou Sow             |
| 14 | Bosnia ed Erzegovina (bandiera) | C     | Sanjin Prcić           |
| 17 | Francia (bandiera)              | C     | Jean-Ricner Bellegarde |
| 18 | Francia (bandiera)              | D     | Junior Mwanga          |

| N. |                           | Ruolo | Calciatore             |
| -- | ------------------------- | ----- | ---------------------- |
| 19 | Senegal (bandiera)        | C     | Habib Diarra           |
| 22 | Francia (bandiera)        | D     | Gerzino Nyamsi         |
| 23 | Brasile (bandiera)        | A     | Ângelo                 |
| 24 | Costa d'Avorio (bandiera) | D     | Abakar Sylla           |
| 25 | Francia (bandiera)        | D     | Steven Baseya          |
| 26 | Francia (bandiera)        | A     | Dilane Bakwa           |
| 27 | Francia (bandiera)        | C     | Ibrahima Sissoko       |
| 28 | Francia (bandiera)        | D     | Marvin Senaya          |
| 29 | Francia (bandiera)        | D     | Ismaël Doukouré        |
| 30 | Haiti (bandiera)          | P     | Alexandre Pierre       |
| 33 | Francia (bandiera)        | A     | Aboubacar Ali Abdallah |
| 36 | Marocco (bandiera)        | P     | Alaa Bellaarouch       |
| 39 | Francia (bandiera)        | D     | Maxime Bastian         |
| 40 | Martinica (bandiera)      | A     | Jérémy Sebas           |
| 41 | Francia (bandiera)        | C     | Rabby Nzingoula        |
| 77 | Ucraina (bandiera)        | D     | Eduard Sobol'          |

## Calciomercato

### Sessione estiva
| Acquisti         | Acquisti         | Acquisti       | Acquisti                  |
| R.               | Nome             | da             | Modalità                  |
| ---------------- | ---------------- | -------------- | ------------------------- |
| D                | Abakar Sylla     | Club Bruges    | definitivo (20 milioni €) |
| A                | Emanuel Emegha   | Sturm Graz     | definitivo (13 milioni €) |
| D                | Junior Mwanga    | Bordeaux       | definitivo (10 milioni €) |
| A                | Dilane Bakwa     | Bordeaux       | definitivo (10 milioni €) |
| D                | Saïdou Sow       | Saint-Étienne  | definitivo (3 milioni €)  |
| C                | Jessy Deminguet  | Caen           | gratuito                  |
| D                | Steven Baseya    | Nancy 2        | n.d.                      |
| A                | Ângelo           | Chelsea        | prestito                  |
| Altre operazioni |                  |                |                           |
| R.               | Nome             | da             | Modalità                  |
| A                | Moïse Sahi Dion  | Annecy         | fine prestito             |
| D                | Maxime Bastian   | Annecy         | fine prestito             |
| D                | Karol Fila       | Zulte Waregem  | fine prestito             |
| D                | Marvin Senaya    | Rodez          | fine prestito             |
| A                | Mehdi Chahiri    | Paris FC       | fine prestito             |
| D                | Marvin Elimbi    | Orléans        | fine prestito             |
| P                | Alaa Bellaarouch | Stade Briochin | fine prestito             |

| Cessioni         | Cessioni               | Cessioni            | Cessioni                  |
| R.               | Nome                   | a                   | Modalità                  |
| ---------------- | ---------------------- | ------------------- | ------------------------- |
| A                | Habib Diallo           | Al-Shabab           | definitivo (18 milioni €) |
| C                | Jean-Ricner Bellegarde | Wolverhampton       | definitivo (15 milioni €) |
| D                | Alexander Djiku        | Fenerbahçe          | gratuito                  |
| A                | Mehdi Chahiri          | Pau                 | gratuito                  |
| C                | Dimitri Liénard        | Bastia              | gratuito                  |
| D                | Marvin Elimbi          | Torreense           | gratuito                  |
| C                | Nordine Kandil         | Annecy              | prestito                  |
| C                | Dary Jean              | Avranches           | prestito                  |
| P                | Robin Risser           | Digione             | prestito                  |
| P                | Jordan Robinand        | SO Cholet           | prestito                  |
| Altre operazioni |                        |                     |                           |
| R.               | Nome                   | a                   | Modalità                  |
| D                | Maxime Le Marchand     |                     | ritiro                    |
| P                | Eiji Kawashima         |                     | svincolato                |
| C                | Morgan Sanson          | Aston Villa         | fine prestito             |
| D                | Colin Dagba            | Paris Saint-Germain | fine prestito             |
| A                | Yuito Suzuki           | Shimizu S-Pulse     | fine prestito             |

### Sessione invernale
| Acquisti         | Acquisti      | Acquisti     | Acquisti   |
| R.               | Nome          | da           | Modalità   |
| ---------------- | ------------- | ------------ | ---------- |
| C                | Andrey Santos | Chelsea      | prestito   |
| Altre operazioni |               |              |            |
| A                | Miloš Luković | IMT Belgrado | definitivo |
| R.               | Nome          | da           | Modalità   |

| Cessioni         | Cessioni       | Cessioni          | Cessioni                   |
| R.               | Nome           | a                 | Modalità                   |
| ---------------- | -------------- | ----------------- | -------------------------- |
| D                | Eduard Sobol'  | Genk              | prestito                   |
| D                | Maxime Bastian | Sochaux           | prestito                   |
| D                | Gerzino Nyamsi | Lokomotiv Mosca   | definitivo (3,5 milioni €) |
| P                | Matz Sels      | Nottingham Forest | definitivo (10 milioni €)  |
| Altre operazioni |                |                   |                            |
| A                | Miloš Luković  | IMT Belgrado      | prestito                   |
| R.               | Nome           | a                 | Modalità                   |

## Risultati

### Ligue 1

#### Girone di andata
| Arbitro: | Jérôme Brisard |

|                            |           |                |
| Bellegarde 63’ Mothiba 75’ | Marcatori | 88’ Tagliafico |

| Arbitro: | Buquet |

|                                  |           |  |
| Minamino 20’, 36’ Ben Yedder 58’ | Marcatori |  |

| Arbitro: | Bastien |

|                           |           |  |
| Emegha 52’ Bellegarde 89’ | Marcatori |  |

| Arbitro: | Stinat |

|                      |           |  |
| Atal 45+1’ Moffi 75’ | Marcatori |  |

| Arbitro: | Gaillouste |

|                                |           |                       |
| Lecomte 63’ (aut.) Mothiba 69’ | Marcatori | 35’ Khazri 40’ Nordin |

| Arbitro: | Turpin |

|  |           |            |
|  | Marcatori | 83’ Diarra |

| Arbitro: | Wattellier |

|  |           |          |
|  | Marcatori | 16’ Wahi |

| Arbitro: | Frappart |

|            |           |                          |
| Sahi 90+2’ | Marcatori | 50’ Coco 58’ Moutoussamy |

| Arbitro: | Dechepy |

|                                        |           |  |
| Mbappé 10’ (rig.) Soler 31’ Fabián 77’ | Marcatori |  |

| Arbitro: | Batta |

|              |           |             |
| Truffert 23’ | Marcatori | 81’ Mothiba |

| Strasburgo 5 novembre 2023, ore 15:00 CET 11ª giornata | Strasburgo | 0 – 0 referto | Clermont Foot | Stade de la Meinau\| Arbitro: \| Stinat \| |
| Arbitro:                                               | Stinat     |               |               |                                            |

| Arbitro: | Pignard |

|                |           |            |
| Le Douaron 44’ | Marcatori | 80’ Emegha |

| Arbitro: | Brisard |

|           |           |            |
| Emegha 6’ | Marcatori | 27’ Clauss |

| Arbitro: | El Hadj |

|                                  |           |                    |
| Richardson 10’ Perrin 62’ (aut.) | Marcatori | 88’ (rig.) Gameiro |

| Arbitro: | Millot |

|                        |           |             |
| Emegha 21’ Sylla 90+7’ | Marcatori | 49’ Salmier |

| Arbitro: | Dechepy |

|           |           |                       |
| Dieng 53’ | Marcatori | 14’ Bakwa 49’ Gameiro |

| Arbitro: | Turpin |

|                            |           |                  |
| Yoro 41’ (aut.) Mwanga 76’ | Marcatori | 20’ (aut.) Sylla |

#### Girone di ritorno
| Arbitro: | Bollengier |

|          |           |             |
| Gigot 3’ | Marcatori | 90+1’ Sebas |

| Arbitro: | Millot |

|               |           |               |
| Nicholson 52’ | Marcatori | 34’ Sahi Dion |

| Arbitro: | Buquet |

|           |           |                        |
| Bakwa 68’ | Marcatori | 31’ Mbappé 49’ Asensio |

| Arbitro: | Delajod |

|                                     |           |             |
| Wahi 16’ David Costa 48’ Sotoca 58’ | Marcatori | 43’ Delaine |

| Arbitro: | Léonard |

|              |           |                             |
| Guilbert 51’ | Marcatori | 2’, 45+1’ Bamba 49’ Ponceau |

| Arbitro: | Brisard |

|  |           |                                |
|  | Marcatori | 33’, 40’, 60’ (rig.) M. Camara |

| Arbitro: | Frappart |

|                 |           |                                 |
| Nordin 71’, 87’ | Marcatori | 47’ (rig.) H. Diarra 83’ Emegha |

| Arbitro: | Turpin |

|  |           |                |
|  | Marcatori | 72’ Ben Seghir |

| Arbitro: | Pignard |

|            |           |                            |
| Cömert 35’ | Marcatori | 3’ Gameiro 62’, 78’ Emegha |

| Arbitro: | El Hadj |

|                      |           |  |
| Senaya 71’ Sebas 73’ | Marcatori |  |

| Tolosa 7 aprile 2024, ore 15:00 CEST 28ª giornata | Tolosa | 0 – 0 referto | Strasburgo | Stadium de Toulouse\| Arbitro: \| Buquet \| |
| Arbitro:                                          | Buquet |               |            |                                             |

| Arbitro: | Delajod |

|                                         |           |             |
| Gameiro 44’ (rig.) Sylla 50’ Dion 90+2’ | Marcatori | 7’ Nakamura |

| Arbitro: | Millot |

|           |           |  |
| David 12’ | Marcatori |  |

| Arbitro: | Léonard |

|           |           |                                          |
| Bakwa 18’ | Marcatori | 44’ (rig.) Guessand 52’ Dante 84’ Sanson |

| Arbitro: | Brisard |

|                               |           |              |
| Kechta 24’, 65’ A. Ayew 90+5’ | Marcatori | 86’ Guilbert |

| Arbitro: | Letexier |

|                            |           |                |
| Emegha 89’ A. Santos 90+1’ | Marcatori | 54’ Mikautadze |

| Arbitro: | Wattellier |

|                             |           |               |
| Lacazette 39’, 90+5’ (rig.) | Marcatori | 63’ H. Diarra |

### Coppa di Francia
| Arbitro: | Stinat |

|  |           |                                       |
|  | Marcatori | 14’ Gameiro 17’, 73’ Dion 89’ Bechikh |

| Arbitro: | Vernice |

|             |           |                                |
| Zeffane 88’ | Marcatori | 32’ Sylla 48’ Diarra 60’ Bakwa |

| Arbitro: | Turpin |

|                                 |           |             |
| Bakwa 21’ Emegha 36’ Senaya 90’ | Marcatori | 30’ A. Ayew |

| Arbitro: | Bastien |

|                                      |                      |                                           |
| Caqueret Orban Maitland-Niles Cherki | Tiri di rigore 4 – 3 | Delaine Doukouré I. Sissoko Emegha Perrin |

## Statistiche finali

### Statistiche di squadra
| Competizione     | Punti | In casa | In casa | In casa | In casa | In casa | In casa | In trasferta | In trasferta | In trasferta | In trasferta | In trasferta | In trasferta | Totale | Totale | Totale | Totale | Totale | Totale | DR  |
| Competizione     | Punti | G       | V       | N       | P       | Gf      | Gs      | G            | V            | N            | P            | Gf           | Gs           | G      | V      | N      | P      | Gf     | Gs     | DR  |
| ---------------- | ----- | ------- | ------- | ------- | ------- | ------- | ------- | ------------ | ------------ | ------------ | ------------ | ------------ | ------------ | ------ | ------ | ------ | ------ | ------ | ------ | --- |
| Ligue 1          | 39    | 17      | 7       | 3       | 7       | 22      | 23      | 17           | 3            | 6            | 8            | 16           | 27           | 34     | 10     | 9      | 15     | 38     | 50     | -12 |
| Coppa di Francia | -     | 1       | 1       | 0       | 0       | 3       | 1       | 3            | 2            | 1            | 0            | 7            | 1            | 4      | 3      | 1      | 0      | 10     | 2      | +8  |
| Totale           | -     | 18      | 8       | 3       | 7       | 25      | 24      | 20           | 5            | 7            | 8            | 23           | 28           | 38     | 13     | 10     | 15     | 48     | 52     | -4  |

### Andamento in campionato
| Giornata  | 1 | 2 | 3 | 4 | 5 | 6 | 7 | 8  | 9  | 10 | 11 | 12 | 13 | 14 | 15 | 16 | 17 | 18 | 19 | 20 | 21 | 22 | 23 | 24 | 25 | 26 | 27 | 28 | 29 | 30 | 31 | 32 | 33 | 34 |
| --------- | - | - | - | - | - | - | - | -- | -- | -- | -- | -- | -- | -- | -- | -- | -- | -- | -- | -- | -- | -- | -- | -- | -- | -- | -- | -- | -- | -- | -- | -- | -- | -- |
| Luogo     | C | T | C | T | C | T | C | C  | T  | T  | C  | T  | C  | T  | C  | T  | C  | T  | T  | C  | T  | C  | C  | T  | C  | T  | C  | T  | C  | T  | C  | T  | C  | T  |
| Risultato | V | P | V | P | N | V | P | P  | P  | N  | N  | N  | N  | P  | V  | V  | V  | N  | N  | P  | P  | P  | P  | N  | P  | V  | V  | N  | V  | P  | P  | P  | V  | P  |
| Posizione | 5 | 9 | 5 | 9 | 4 | 6 | 8 | 11 | 13 | 14 | 12 | 15 | 14 | 15 | 10 | 9  | 9  | 9  | 10 | 10 | 10 | 10 | 13 | 12 | 14 | 12 | 12 | 12 | 12 | 13 | 13 | 13 | 13 | 13 |

Legenda:

Luogo: C = Casa; T = Trasferta. Risultato: V = Vittoria; N = Pareggio; P = Sconfitta.